# Ulrich Herbert
Pour les articles homonymes, voir Herbert.
Ulrich Herbert, né le 24 septembre 1951 à Düsseldorf (Allemagne), est un historien allemand.
Jusqu'à l'automne 2019, il est professeur d'histoire moderne et contemporaine à l'Université Albert-Ludwigs de Fribourg-en-Brisgau.

## Biographie
De 1971 à 1975, Herbert étudie l'histoire, le folklore et l'allemand à l'université de Fribourg. Il travaille ensuite comme professeur de lycée. De 1980 à 1985, il travaille sur le projet de recherche "Lebensgeschichte und Sozialkultur im Ruhr 1930-1960" dirigé par Lutz Niethammer. En 1985, il obtient son doctorat avec une thèse sur les travailleurs étrangers (Fremdarbeiter (de)) dans le Troisième Reich. Ce livre est rapidement devenu la base d'un débat public sur l'histoire des travailleurs forcés à l'époque nazie et leur manque de compensation. De 1987 à 1988, il est chargé de recherche à l'Institut d'histoire allemande de l'université de Tel-Aviv.
Sa thèse d'habilitation à l'Université par correspondance d'Hagen (de) en 1992 porte sur la biographie du national-socialiste Werner Best, dont Herbert suit la carrière depuis le début en tant qu'étudiant nationaliste-radical jusqu'au poste d'adjoint de Reinhard Heydrich au Bureau principal de la sécurité du Reich (Reichssicherheitshauptamt) jusqu'à son réémergence dans la période d'après-guerre en tant que conseiller juridique chez Stinnes AG (de).
De 1992 à 1995, Herbert est directeur du Centre de recherche pour l'histoire du national-socialisme à Hambourg, où il initie et promeut les travaux de Karin Orth et Michael Wildt.
Il rejoint ensuite la chaire d'histoire moderne et contemporaine de l'Université de Fribourg, où il reste jusqu'en 2019. Herbert publie de nombreuses publications, notamment sur l'histoire du national-socialisme, l'histoire des migrations au XXe siècle et l'histoire de la République fédérale. En 1998, il publie le volume Nationalsozialistische Vernichtungspolitik, 1939 bis 1945, qui présente les travaux de recherche de jeunes chercheurs allemands sur l'Holocauste et est traduit dans de nombreuses langues. En 2003 paraît le volume Histoire de la politique étrangère en Allemagne (dans une première version dès 1986), dans lequel l'évolution de l'utilisation des travailleurs saisonniers dans les années 1900 vers les travailleurs forcés de l'ère nazie, les « travailleurs invités » (Gastarbeiter) des années 1960 et les demandeurs d'asile des années 1980 et 1990.
De 2000 à 2008, Herbert et Rüdiger vom Bruch dirigent un groupe de recherche mandaté par la Fondation allemande pour la recherche (Deutschen Forschungsgemeinschaft, DFG) pour enquêter sur son histoire de 1920 à 1970. Le projet comprenait 19 projets individuels et, en 2010, onze volumes sur l'histoire de la DFG avaient été publiés. En outre, Herbert dirige les projets de recherche "Weltanschauung et dictature" et "Processus de libéralisation et d'intégration en Allemagne de l'Ouest, 1950-1980". Herbert invente le terme haut-modernisme (Hochmoderne).

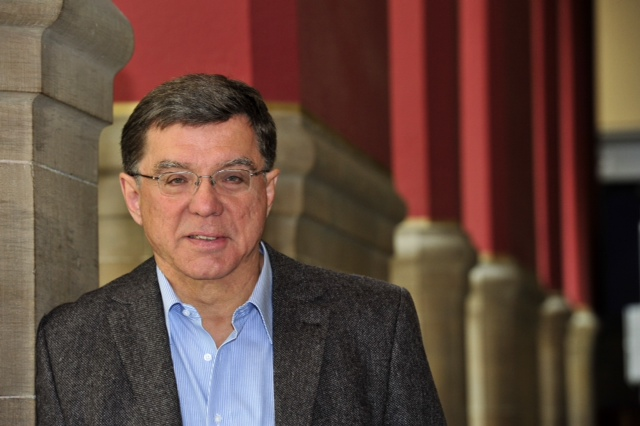
Ulrich Herbert, Fribourg, 2014.

En 1999, Herbert reçoit le prix Leibniz de la Fondation allemande pour la recherche, l'un des prix allemands les plus importants pour les scientifiques. En 2014, il reçoit le Prix du livre bavarois dans la catégorie non-fiction pour son livre Histoire de l'Allemagne au XXe siècle et en 2018 le prix de la Ruhr pour l'art et la science.

## Publications (sélection)

### Monographies
- Wer waren die Nationalsozialisten?, C. H. Beck, München, 2021  (ISBN 978-3-406-76898-9).
- Das Dritte Reich. Geschichte einer Diktatur, C. H. Beck, München, 2016, 3. Auflage 2018  (ISBN 978-3406722400) (présentation générale concise basée sur l'état actuel de la recherche)[2]
- Geschichte Deutschlands im 20. Jahrhundert, C.H. Beck, München, 2014  (ISBN 978-3-406-66051-1). Recension[3]
  - Édition anglaise : A History of 20th-Century Germany, traduction par Ben Fowkes, Oxford University Press, New York, 2019  (ISBN 978-0-19-007064-9).
- Geschichte der Ausländerpolitik in Deutschland. Saisonarbeiter, Zwangsarbeiter, Gastarbeiter, Flüchtlinge, C.H. Beck, München, 2001  (ISBN 978-3-406-47477-4).
- Best. Biographische Studien über Radikalismus, Weltanschauung und Vernunft. 1903–1989, Bonn, 1996  (ISBN 3-8012-5030-X).
- Arbeit, Volkstum, Weltanschauung. Über Deutsche und Fremde im 20. Jahrhundert, Fischer Taschenbuch, Frankfurt am Main, 1995  (ISBN 3-596-12648-7).
- Geschichte der Ausländerbeschäftigung in Deutschland 1880 bis 1980. Saisonarbeiter, Zwangsarbeiter, Gastarbeiter, J. H. W. Dietz Nachfolger, Bonn, 1986  (ISBN 978-3-8012-3019-7).
- Fremdarbeiter. Politik und Praxis des „Ausländer-Einsatzes“ in der Kriegswirtschaft des Dritten Reiches, Berlin/Bonn, 1985  (ISBN 3-8012-0108-2). Mehrere Auflagen, 3. Auflage, 1999  (ISBN 3-8012-5028-8).
  - Édition anglaise : Hitler’s foreign workers – Enforced foreign labor in Germany under the Third Reich, Cambridge University Press, New York, 1997.